# لوس ویلوس
لوس ویلوس (به اسپانیایی: Los Vilos) یک شهرستان در شیلی است که در چوآپا واقع شده‌است. لوس ویلوس ۱٬۸۶۰٫۶ کیلومترمربع مساحت و ۱۸٬۲۷۵ نفر جمعیت دارد و ۱۱ متر بالاتر از سطح دریا واقع شده.